# Cavalo Nóia
Cavalo Nóia é uma festa realizada desde 1999 no bairro Vila Missionária da cidade brasileira de São Paulo. 
A Festa retrata a história de três cavalos que pastavam no gramado do colégio, um certo dia ao atravessar a rua, eles foram atropelados, dois deles foram sacrificados, um terceiro ficou aleijado e passou a ser cuidado no colégio pelos alunos e professores, morrendo alguns anos depois. Desde então, sempre nos finais dos anos letivos, os aluno, professores e moradores faziam carreatas pelo bairro, com festas e músicas.
Em 2009, a festa recebeu a incorporação de um projeto premiado pelo órgão governamental e educacional brasileiro, o MEC,  a partir de histórias do bairro e absorção de elementos da cultura popular de outras regiões do país.
A festa é, portanto, uma expressão popular híbrida e multicultural. Os seus resultados mostram a promoção de uma troca simbólica com a comunidade.

## O projeto educacional
O projeto realizado paralelamente à festa foi desenvolvido na Escola Estadual Professor Doutor Lauro Pereira Travassos, inserida em um ambiente de violência e medo, e foi adaptado a partir de elementos locais e experiências culturais de outras regiões brasileiras.
O aglomerado cultural formado por linguagens e festividades como o boi-bumbá, reisado, carnaval de rua, folguedos, São João, sambas de roda, capoeira e jongos fazem parte de sua essência.
Em 2008, o projeto, coordenado pelo professor e mestre em Artes Visuais Jacson Silva Matos, já levado à festa teve a adesão de 3.500 pessoas, e continuou a envolver os moradores do bairro, mas dessa vez a comunidade escolar. Os resultados resultaram em um convite e adesão à 28ª Bienal de Arte de São Paulo.
Em 2009, recebeu o 'X Prêmio Arte na Escola Cidadã' na categoria Educação de Jovens e Adultos, concedido pelo Instituto Arte na Escola e Sesi pela excelência pedagógica. Foi avaliado como "um sonho de todo professor de Arte", essencialmente por sair da escola e integrar-se com a comunidade. O órgão avaliou que o projeto valoriza a cultura e transforma pessoas e relações.
Em junho de 2009, participou da abertura do 23º Congresso da International Society for the Performing Arts, realizado pela primeira vez no Brasil.

### Fases pedagógicas
O projeto é realizado em quatro fases distribuídas durante o ano. Inicialmente, pesquisa-se sobre cultura popular, em integração das disciplinas de História e Geografia, e são realizadas rodas de bate-papo, exibição de vídeos e leitura de livros para envolver os alunos. 
Na segunda etapa, começa a confecção artesanal das alegorias a partir tecidos,
tintas, papéis e materiais recicláveis, cujo desenvolvimento é feito em sala de aula ou, em extensão do projeto, na casa dos alunos. 
A terceira fase, acontecem os ensaios das danças, novas coreografias e cantigas. Em novembro, o Cavalo Nóia desfila pelas ruas da Vila Missionária. 
Elaboram-se cordéis, letras de músicas e poesias em conjunto com as aulas de
Português.